# 3-я пехотная дивизия (США)
3-я пехотная дивизия (англ. 3rd Infantry Division (3rd ID)) — тактическое соединение армии США, базирующаяся в Форт-Стюарт, штат Джорджия. Это подчиненное подразделение 18-го воздушно-десантного корпуса под командованием вооружённых сил США. Её текущая организация включает в себя штаб дивизии и штабной батальон, две боевые группы бронетанковых бригад, одну боевую группу пехотной бригады Национальной гвардии, один батальон оперативной группы, одну авиационную бригаду, дивизионную артиллерию, бригаду тылового обеспечения и батальон боевого обеспечения, а также бригада повышения манёвренности. Дивизия имеет выдающуюся историю, принимала активное участие в Первой мировой войне, Второй мировой войне, Корейской войне и Глобальной войне с терроризмом. Медаль Почёта была вручена 61 военнослужащему 3-й пехотной дивизии, что сделало эту дивизию самой награждаемой в армии.
Дивизия сражалась во Франции во время Первой мировой войны. Во Второй мировой войне участвовала во вторжении на Сицилию в 1943 году, затем высадилась в Италии, позже участвовала в боях во Франции и Германии. В 1950 году была отправлена в Корею, где принимала участие практически во всех крупных сражениях. С 1957 по 1996 год находилась в Западной Германии в составе военных контингентов НАТО. В 2003 году стала первым подразделением американской армии, вступившим в Багдад.

## История
За время существования 3-й пехотной дивизии её общие боевые потери превысили 50 000 человек.

### Первая мировая война

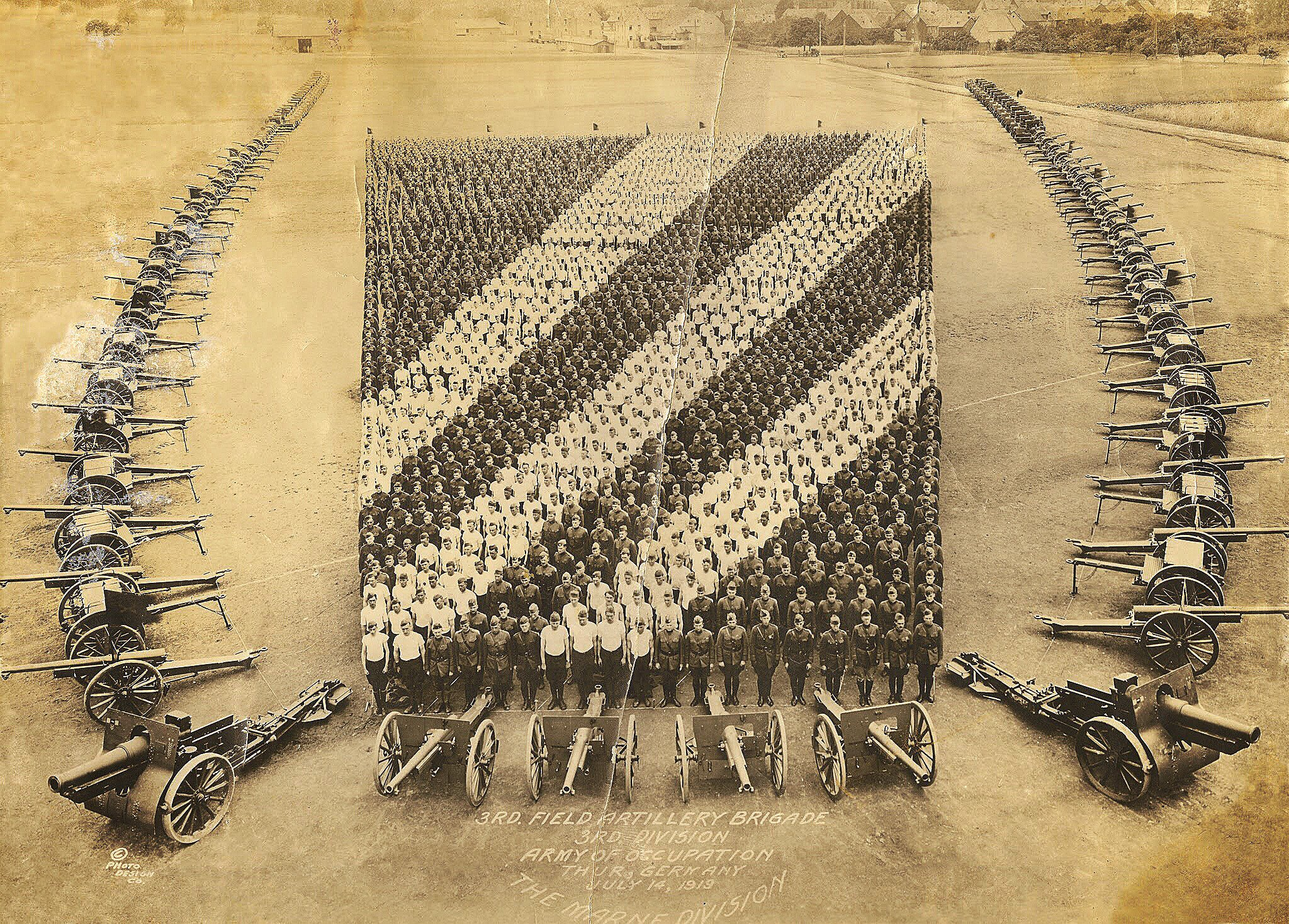
Эмблема дивизии из личного состава. 1919 год

3-я пехотная дивизия была сформирована 12 ноября 1917 года в регулярной армии как штаб 3-й дивизии и организована 21 ноября 1917 года в Кэмп-Грине, Северная Каролина. Восемь месяцев спустя она впервые участвовала в боевых действиях во Франции на Западном фронте. В полночь 14 июля 1918 года дивизия получила свое прозвище на берегах реки Марны. Последнее наступление немецкой армии угрожало Парижу, что привело к экстренной переброске дивизии на линию фронта под французским командованием. 7-й пулеметный батальон бросился к городу Шато-Тьерри среди отступающих французов и сдержал немцев у реки Марна. 30-й и 38-й пехотный полки 3-й пехотной дивизии под командованием генерал-майора Джозефа Т. Дикмана во время отступления французов удержали свои позиции оставалась непоколебимой и заслужила репутацию «Марнской скалы». В дальнейшем дивизия сыграла важную роль в Сен-Миельской и Мёз-Аргоннской наступательных операциях, которые нанесли смертельный удар по кайзеровской Германии. Во время войны двое военнослужащих дивизии были награждены Медалью Почёта. Генерал Джон Першинг назвал действия дивизии одной из самых выдающихся страниц американской военной истории. Во время войны потери составили 3177 убитыми и 12940 ранеными.
В августе 1919 года 3-я пехотная дивизия вернулась из Франции и дислоцировалась в Кэмп-Пайк в Арканзасе. Дивизия оставалась в Кэмп-Пайке до 1921 года, когда её передислоцировали в Кэмп-Льюис в штате Вашингтон.

### Вторая мировая война

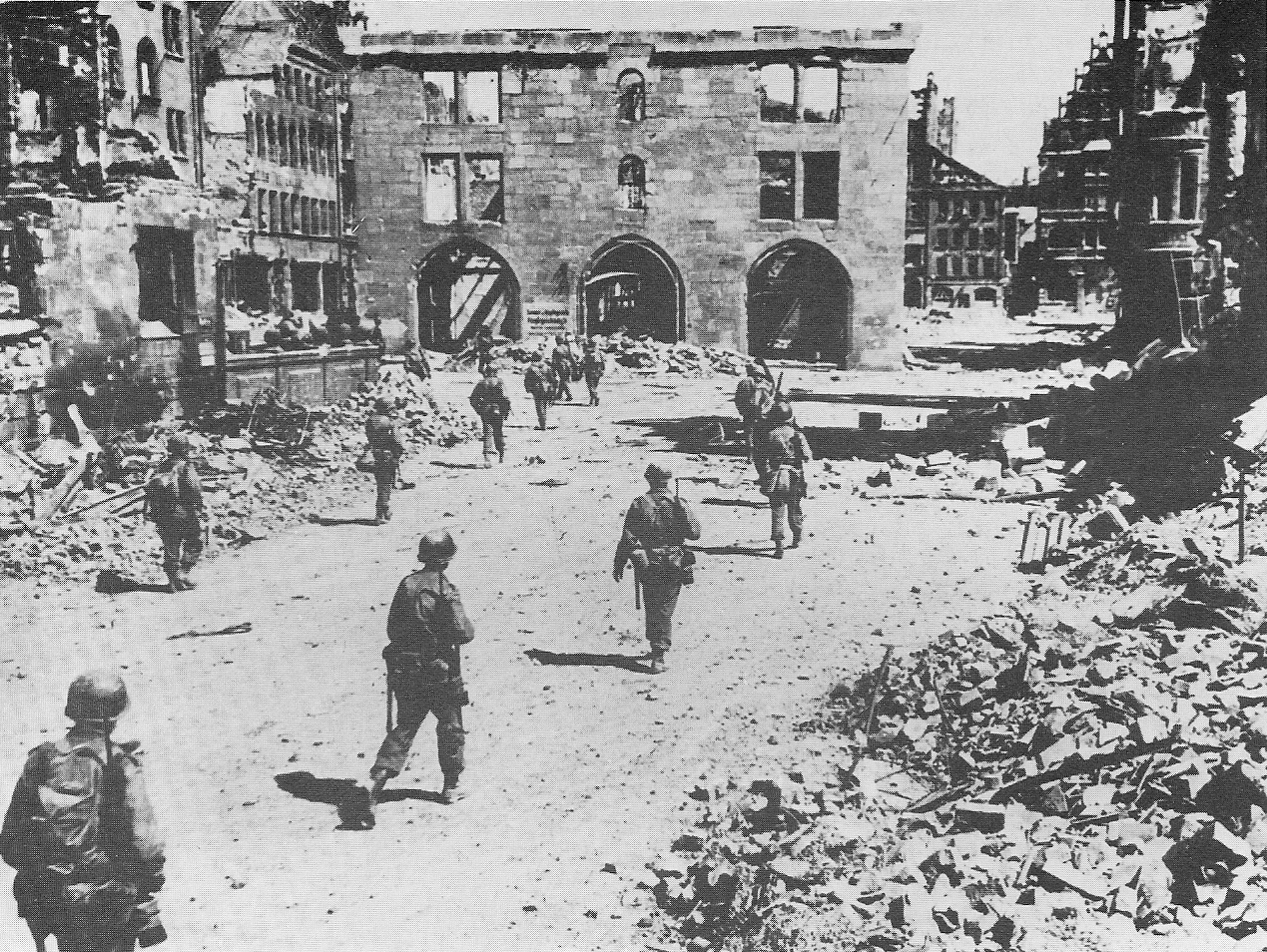
Солдаты 3-й дивизии в Нюрнберге, 20 апреля 1945 года

3-я дивизия — единственная дивизия армии США во время Второй мировой войны, которая сражалась с Осью на всех европейских фронтах, и одна из первых американских боевых частей, участвовавших в наступательных наземных боевых операциях во время Второй мировой войны. Оди Мёрфи, удостоенный наибольшего количества наград за личное мужество, служил в 3-й дивизии. В 3-й пехотной дивизии также была боевая собака помеси немецкой овчарки, колли и хаски по кличке Чипс из Плезантвилля, штат Нью-Йорк, подаренная им в рамках программы «Собаки для обороны». 3-я пехотная дивизия участвовала в боях в Северной Африке, Сицилии, Италии, Франции, Германии и Австрии 531 день подряд. Во время войны 3-я пехотная дивизия состояла из 7-го, 15-го и 30-го пехотных полков вместе с частями обеспечения.
3-я дивизия под командованием генерал-майора Джонатана У. Андерсона, прошла многомесячную подготовку в Соединённых Штатах после нападения Японии на Перл-Харбор. Впервые дивизия начала действовать в составе Западной оперативной группы в ходе вторжения в Северную Африку, высадившись в Федале 8 ноября 1942 года в ходе операции «Факел» и захватив половину Французского Марокко.
Восемь месяцев спустя, 10 июля 1943 года, дивизия высадилась на Сицилии вблизи города Ликата, с боями ворвалась в Палермо — даже опередив бронетанковые части — и помчалась дальше, чтобы захватить Мессину, завершив тем самым Сицилийскую кампанию.
Через девять дней после вторжения в Италию, 18 сентября 1943 года, 3-я дивизия высадилась в Салерно и в интенсивных боях пробилась к реке Вольтурно и через нее к Кассино. После короткого отдыха, дивизия вошла в состав VI британско-американского корпуса и получила приказ 22 января 1944 года выйти на пляжи в Анцио, где в течение четырёх месяцев удерживала свои позиции против яростных немецких контратак. 29 февраля 1944 года 3-я дивизия отбила атаку трёх немецких дивизий. В мае дивизия вырвалась с плацдарма и двинулась на Рим. Затем она перешла к подготовке к вторжению в Южную Францию.
15 августа 1944 года, известный также как «забытый день Д», дивизия высадилась в Сен-Тропе, продвинулась вверх на север по долине Роны, через Вогезские горы и к концу ноября вышла к Рейну в районе Страсбурга 26—27 ноября 1944. После удержания оборонительных позиций она приняла участие в очистке Кольмарского кармана, начавшейся 23 января 1945 года. За семь недель напряжённых боев восемь солдат 3-й дивизии были награждены медалью «За отвагу», когда они разгромили немецкие войска, готовившиеся выступить в роли южного клешня, атакуя союзные войска, обороняющиеся в битве за Дугу. 15 марта дивизия нанесла удар по линии Зигфрида к югу от Цвайбрюккена, прорвав оборону. Затем 26 марта 1945 года она перешла Рейн, а 17—20 апреля в ходе ожесточённых боев за квартал взяла Нюрнберг. Затем 3-я дивизия продвинулась дальше, взяв 27—30 апреля Аугсбург и Мюнхен, и находилась в окрестностях Зальцбурга в австрийских гау, когда война в Европе закончилась. Во Второй мировой войне 3-я дивизия понесла больше боевых потерь, чем любая другая американская дивизия, и занимает третье место среди современных американских дивизий, уступая только 2-й пехотной дивизии в Корейской войне и 1-й кавалерийской дивизии во Вьетнамской войне.
В ходе войны потери 3-й дивизии составили 4 922 убитыми и 18 766 ранеными. Штаб-сержант дивизии Люшн Адамс был награждён высшей военной наградой США — Медалью Почёта.

### Корейская война

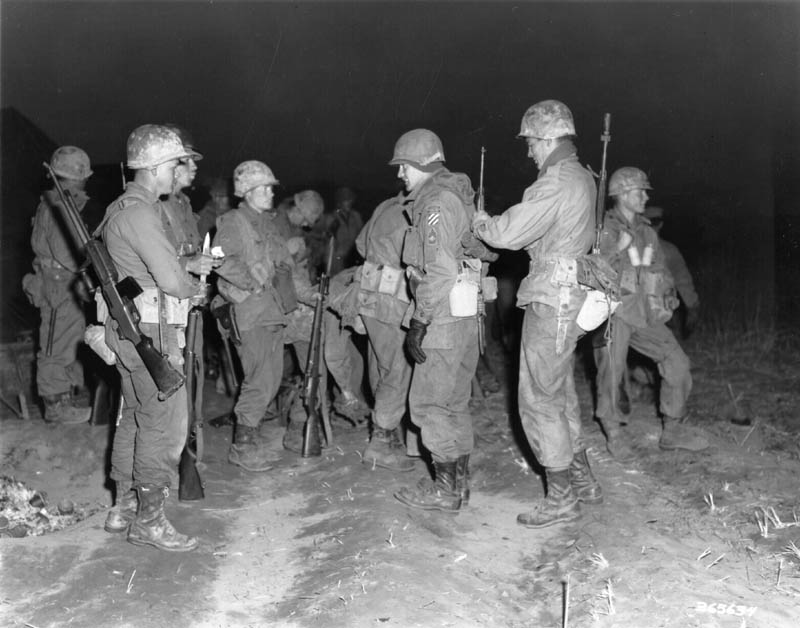
Солдаты 3-й дивизии на реке Имджин, 1951 год

Во время Корейской войны дивизия была известна как «пожарная бригада» 8-й армии за быстрое реагирование на кризисные ситуации. Штаб-квартира 3-й пехотной дивизии располагалась в Форт-Беннинге вместе с 15-м пехотным полком. После принятия решения об отражении северокорейского вторжения 3-я пехотная дивизия была первоначально направлена в Японию, где в качестве резерва Дальневосточного командования планировала проведение постконфликтных оккупационных миссий в Северной Корее. В Японии численность подразделения была увеличена за счет пополнения южнокорейскими солдатами. Усилившись южнокорейскими солдатами, она высадилась в порту Хыннам, где участвовала в удержании фронта, давая возможность эвакуироваться войскам ООН и гражданским лицам. После отправки в Корею в порту Вонсон 65-й пехотный полк — подразделение Национальной гвардии Пуэрто-Рико — присоединился к дивизии в качестве третьего полка. Затем вся дивизия переместилась на север в районы Хуннам и Маджон-дон. Дивизия участвовала в Битве при Чосинском водохранилище. Специально созданная оперативная группа «Дог» под командованием помощника командира дивизии, бригадного генерала Армистеда Д. Мида, выдвинулась вперёд для оказания помощи на месте и поддержки вывода 1-й дивизии морской пехоты и 31-й полковой боевой группы с Чосинского водохранилища. Группа TF Dog 3-й пехотной дивизии выполняла роль тылового охранения, сдерживая давление на колонну морской пехоты. Дивизия вместе с 7-й пехотной дивизией установила разрушающийся периметр вокруг порта Хыннам, пока последний X корпус не покинул пляж. Порт Хыннам был взорван, чтобы лишить противника возможности использовать эти объекты, когда последние части 7-й, 15-й и 65-й пехотных дивизий садились на корабли. Дивизия продолжала поддерживать боевые задачи 8-й армии до 1953 года, когда она была выведена. На протяжении всей войны дивизия доблестно сражалась, получив десять Боевых звёзд и пополнив список героев дивизии ещё одиннадцатью обладателями Медали Почёта.

### 1953—2000
С апреля 1958 до апреля 1990 года 3-я дивизия входила в состав V корпуса (1958–1963, 1992–1996) и VII корпуса (1963–1992) и дислоцировалась в Западной Германии, недалеко от чешской границы, в различных городах, включая Вюрцбург (штаб дивизии и команда поддержки), Швайнфурт (1-я бригада), Китцинген (2-я бригада) и Ашаффенбург (3-я бригада). В августе 1961 года, через несколько дней после возведения Берлинской стены, усиленной роте 7-го пехотного полка (часть 3-й пехотной дивизии) в полном боевом снаряжении было приказано двигаться по автобану (крупному шоссе) из Ашаффенбурга до Западного Берлина. Это должно было отстоять право американских войск беспрепятственно перемещаться из Западной Германии через западную часть Восточной Германии в Западный Берлин. После того, как Берлинская стена была построена, было неизвестно, попытаются ли восточногерманские силы воспрепятствовать или ограничить передвижение войск США при пересечении Восточной Германии при попытке добраться до Западного Берлина. Подразделение прибыло в Западный Берлин без происшествий, подтвердив право свободного прохода.
В ноябре 1990 года около 6000 солдат 3-й дивизии были задействованы в составе 1-й бронетанковой дивизии для участия в операции «Буря в пустыне» в рамках коалиции союзников. Они участвовали в битве у Медина-Ридж, которая была вторым по величине танковым сражением конфликта. 3-й бригаде приписывают уничтожение 82 танков, 31 БТР, 11 артиллерийских орудий, 48 грузовиков, 3 зенитных орудий и захват 72 пленных с потерей 2 машин Bradley Cavalry, 30 человек было ранено и 1 погиб. Позже около 1000 солдат (одно подразделение - I рота 3-й авиационной поддержки, 3-я ID) были отправлены на юго-восток Турции и север Ирака в рамках операции «Обеспечение комфорта», чтобы помочь курдским беженцам. В конце весны 1991 года дивизия направила старших офицеров и унтер-офицеров, а также роту военной полиции в оперативную группу «Победа» («Вперёд»). Размещенная в Кувейте оперативная группа должна была оказывать поддержку на уровне дивизии 11-му бронекавалерийскому полку (который находился в том же месте службы). Элементы V корпуса, приданные оперативной группе (в том числе дивизии), вернулись в свои части в начале сентября 1991 года.
В рамках сокращения армии до десяти дивизий 24-я пехотная дивизия была выведена из строя 15 февраля 1996 года и преобразована в 3-ю пехотную дивизию.
В 1996 году дивизия была передислоцирована в Форт-Стюарт, Форт-Беннинг и на армейский аэродром Хантер, штат Джорджия. С тех пор дивизия неоднократно демонстрировала свою боеспособность, поддерживая присутствие батальона, а затем и бригадной оперативной группы в Кувейте. Она также перебросила значительные силы в Египет, Боснию и Косово в рамках партнерских учебных и миротворческих миссий.
В 1996–1997 годах отряд 3-й пехотной дивизии Тылового центра тактических операций (RTOC), который является подразделением Национальной гвардии армии Джорджии, был мобилизован и участвовал в операции «Совместные усилия». В это время 3-й ID RTOC служил в составе 1-й пехотной дивизии, а затем 1-й бронетанковой дивизии. Соответственно, служили в Боснии, в лагерях Даллас и Анджела, недалеко от Тузлы в составе 1ID, а затем в Хорватии в Славонски-Броде, в составе 1AD, служили под началом Джорджа Кейси.

### Иракская война
В начале 2003 года вся дивизия развернулась в течение нескольких недель в Кувейте. Она впоследствии возглавила силы Коалиции в операции «Иракская свобода», пробираясь в Багдад в начале апреля 2003 г., что привело к ликвидации режима Саддама Хусейна. 1-я бригада захватила Багдадский международный аэропорт, закрепившись в нём, что также привело к первому награждению Медалью почёта со времён Корейской войны, присуждённой сержанту 1-го класса Полу Рэю Смиту. 2-я бригада совершила операцию «Громовой пробег» (Thunder Run) в центре Багдада. 2-я бригада была переведена в Фаллуджу летом 2003 года.
В 2003 году Марнская дивизия продемонстрировала, что она является лучшим механизированным соединением в мире. Хотя некоторые подразделения уже находились в Кувейте, остальные были развернуты всего за несколько недель. Возглавив наступление в долине реки Евфрат, 3-я пехотная дивизия провела несколько ожесточенных боев. Дивизия разгромила несколько обороняемых позиций, прежде чем достигла международного аэропорта имени Саддама и дворца Фау в западной части Багдада в начале апреля. Именно в это время сержант первого класса Пол Р. Смит заработал первую медаль Почёта дивизии со времён Корейской войны за исключительную доблесть, проявленную им при почти единоличном отражении вражеской контратаку противника. Несколько дней спустя 2-я бригада совершила два смелых «Громовых броска» в центр Багдада, второй из которых завершился свержением статуи Саддама Хусейна с помощью механизированной эвакуационной машины M88. Во время второй операции «Гром» полковник Дэвид Перкинс, командир бригады «Спартан», рекомендовал генерал-майору Буфорду «Баффу» Блаунту чтобы подразделение оставалось в городе, а не возвращалось обратно. Это предложение было смело принято генералом Блаунтом и генерал-лейтенантом Уильямом Дж. Уоллесом, командующим V корпусом. Это решение могло сократить время борьбы с Саддамом Хусейном на несколько недель или месяцев.
После падения этого режима и дальнейших операций в Багдаде и Анбаре дивизия вернулась в США в августе 2003 года. В 2004 году 3-я пехотная дивизия была реорганизована. Это изменение повлекло за собой переход от трёх маневренных бригад к четырем «боевым единицам», с мотопехотным, бронетанковым, кавалерийским и артиллерийским батальонами в каждой. В январе 2005 года 3-я пехотная дивизия вернулась в Ирак в качестве многонациональной дивизии «Багдад» (МНД-Б), со штаб-квартирой в Кэмп-Либерти. 1-я и 3-я бригады 3-й пехотной дивизии были переданы под управление 42-й пехотной дивизии, а затем 101-й воздушно-десантной дивизии. Тем временем 4-я бригада вошла в состав Национальной гвардии армии Калифорнии. 1-го батальона 184-го пехотного полка и 2-го батальона 299-го пехотного полка Армии Национальной гвардии Гавайев. Дивизия была передислоцирована в Форт-Стюарт и Форт-Беннинг в январе 2006 года.
К началу 2007 года дивизия в полном составе вернулась в Ирак в рамках операции «Сурдж» (Surge). Штаб дивизии стал ядром вновь сформированной многонациональной дивизии «Центральная» (МНД-Ц), которая должна была действовать в «южном поясе», которая должна была действовать в «южных поясах» на окраине Багдада. Операции проводились по методологии «очистить — удерживать — строить», что привело к заметному снижению уровня насилия, которое было закреплено многочисленными патрульными базами по всему району. В различные моменты на протяжении всего периода развёртывания в состав MND-C входили 4-я бригада 25-й пехотной дивизии (воздушно-десантной); 2-я бригада 10-й горнопехотной дивизии; 3-я бригада 101-й воздушно-десантной дивизии; а также 2-я, 3-я и 4-я тяжёлые бригады из состава 3-й пехотной дивизии, 3-я боевая авиационная бригада, 214-я артиллерийская бригада и бригады из республики Грузия. В это же время 1-я HBCT дивизии несла службу в провинции Анбар под командованием штаба морской пехоты. Штаб дивизии передислоцировался в США в мае 2008 года.
В соответствии с новой модульной организацией в течение 2009 и 2010 годов 3-я пехотная дивизия развернула свой штаб и бригады в различных местах. В этот период произошли следующие важные события: национальные парламентские выборы в марте 2010 года, переход от операции «Иракская свобода» к операции «Новый рассвет» (New Dawn) в сентябре 2010 года, а для штаба дивизии и 2-й бригады, создание Объединенного механизма безопасности, трехстороннего соглашения по безопасности, которое объединило иракские силы безопасности в котором участвовали Иракские силы безопасности и курдская организация «Пешмерга». Эта серия развёртываний ознаменовала собой четвёртое развертывание дивизии в Ираке, что является самым большим показателем среди всех дивизий.
- Батальон специальных войск дивизии служил в качестве ядра многонациональной дивизии «Север» (позднее дивизия США «Север») с ноября 2009 года по ноябрь 2010 года.
- 1-я HBCT служила в Багдаде с января по декабрь 2010 г.
- 2-я HBCT служила в Найнаве с ноября 2009 года по октябрь 2010 года.
- 3-я HBCT несла службу в пяти различных провинциях к югу от Багдада.
- 4-я пехотная бригада, после преобразования в 2009 году из HBCT, была развёрнута в провинции Анбар летом 2010 года.[1]

Потери дивизии за время войны составили 2 160 убитыми и 7 939 ранеными.

## Состав
- Управление (Headquarters, 3rd Division)
- 5-я пехотная бригада (5th Infantry Brigade)
  - 4-й пехотный полк (4th Infantry Regiment)
  - 7-й пехотный полк (7th Infantry Regiment)
  - 8-й пулемётный батальон (8th Machine Gun Battalion)
- 6-я пехотная бригада (6th Infantry Brigade)
  - 30-й пехотный полк (30th Infantry Regiment)
  - 38-й пехотный полк (38th Infantry Regiment)
  - 9-й пулемётный батальон (9th Machine Gun Battalion)
- 3-я артиллерийская бригада (3rd Field Artillery Brigade)
  - 10-й артиллерийский полк (10th Field Artillery Regiment (75 mm))
  - 18-й артиллерийский полк (18th Field Artillery Regiment (155 mm))
  - 76-й артиллерийский полк (76th Field Artillery Regiment (75 mm))
  - 3-я траншейная миномётная батарея (3rd Trench Mortar Battery)
- 7-й пулемётный батальон (7th Machine Gun Battalion)
- 6-й инженерный полк (6th Engineer Regiment)
- 5-й батальон связи (5th Field Signal Battalion)
- Штабная рота (Headquarters Troop, 3rd Division)
- 3-й поезд штаба и военная полиция (3rd Train Headquarters and Military Police)
  - 3-й поезд боеприпасов (3rd Ammunition Train)
  - 3-й поезд тылового обеспечения (3rd Supply Train)
  - 3-й инженерный поезд (3rd Engineer Train)
  - 3-й санитарный поезд (3rd Sanitary Train)
    - 5-й, 7-й, 26-й и 27-й медицинские роты и полевой госпиталь (5th, 7th, 26th, and 27th Ambulance Companies and Field Hospitals)

- Управление (Headquarters, 3rd Infantry Division)
- 7-й пехотный полк (7th Infantry Regiment)
- 15-й пехотный полк (15th Infantry Regiment)
- 30-й пехотный полк (30th Infantry Regiment)
- Управление артиллерии (Headquarters and Headquarters Battery, 3rd Infantry Division Artillery)
  - 9-й гаубичный артиллерийский дивизион (155 мм) (9th Field Artillery Battalion (155 mm))
  - 10-й гаубичный артиллерийский дивизион (105 мм) (10th Field Artillery Battalion (105 mm))
  - 39-й гаубичный артиллерийский дивизион (105 мм) (39th Field Artillery Battalion (105 mm))
  - 41-й гаубичный артиллерийский дивизион (105 мм) (41st Field Artillery Battalion (105 mm))
- 10-й инженерный батальон (10th Engineer Combat Battalion)
- 3-й медицинский батальон (3rd Medical Battalion)
- 3-я механизированная разведывательная рота (3rd Cavalry Reconnaissance Troop, Mechanized)
- Управление специальных войск (Headquarters, Special Troops, 3rd Infantry Division)
  - Штабная рота (Headquarters Company, 3rd Infantry Division)
  - 703-я лёгкая рота обслуживания боеприпасов (703rd Ordnance Light Maintenance Company)
  - 3-я рота тылового обеспечения (3rd Quartermaster Company)
  - 3-я рота связи (3rd Signal Company)
  - Взвод военной полиции (Military Police Platoon)
  - Оркестр (Band)
- 3-й отряд контрразведки (3rd Counterintelligence Corps Detachment)

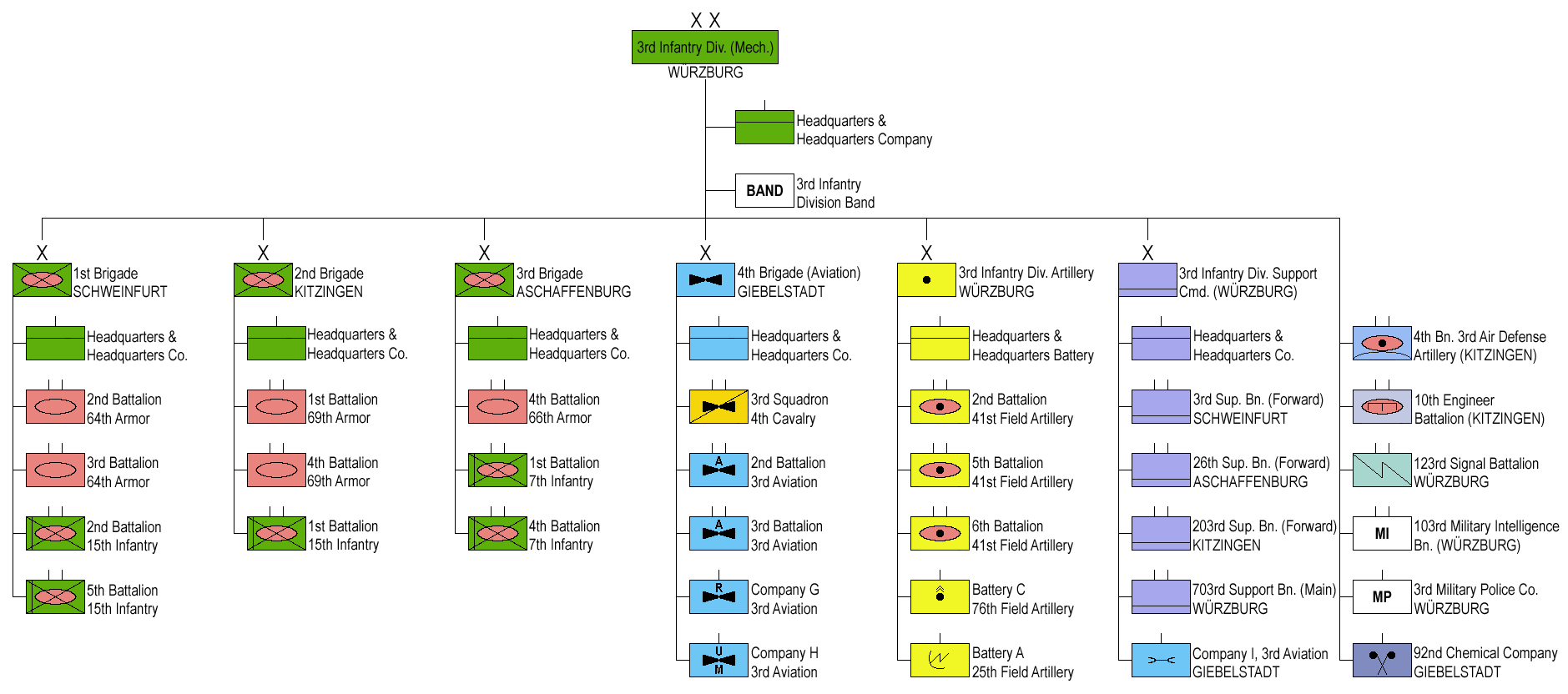
ОШС на 1989 год.

Во время вторжения в Ирак дивизия имела следующий состав:

- 103-й батальон военной полиции (103rd Military Intelligence Battalion)
- 123-й батальон связи (123rd Signal Battalion)
- 1-й дивизион 3-го полка ПВО (1st Battalion, 3rd Air Defense Artillery Regiment) (24 M6 Linebacker, 36 Avenger)
- 1-я бригада (58 M1 MBT, 116 M2 BFV)
  - 2-й батальон 7-го пехотного полка (механизированный)
  - 3-й батальон 7-го пехотного полка (механизированный)
  - 3-й батальон 69-го бронетанкового полка
- 2-я бригада (116 M1 MBT, 58 M2 BFV, 5,000 чел.)
  - 3-й эскадрон 7-го кавалерийского полка (механизированный)
  - 3-й батальон 15-го пехотного полка (механизированный)
  - 1-й батальон 64-го бронетанкового полка
  - 4-й батальон 64-го бронетанкового полка
- 3-я бригада (58 M1 MBT, 116 M2 BFV, 5,000 чел.)
  - 1-й батальон 15-го пехотного полка (механизированный)
  - 1-й батальон 30-го пехотного полка (механизированный)
  - 2-й батальон 69-го бронетанкового полка
  - Рота «Д» 10-го кавалерийского полка (D Troop, 10th Cavalry Regiment)
  - 203-й батальон передового обеспечения (механизированный)
- Артиллерийское командование
  - 1-й дивизион 41-го артиллерийского полка (18 155-мм САУ M109)
  - 1-й дивизион 9-го артиллерийского полка (18 155-мм САУ М109)
  - 1-й дивизион 10-го артиллерийского полка (18 155-мм САУ М109)
  - 1-й дивизион 39-го артиллерийского полка (18 227-мм РСЗО M270)
- Авиационная бригада
  - 1-й батальон 3-го авиационного полка (1st Battalion, 3rd Aviation Regiment (24 AH-64D)
  - 2-й батальон 3-го авиационного полка (2nd Battalion, 3rd Aviation Regiment (40 UH-60, 4 EH-60)
  - 3-й эскадрон 7-го кавалерийского полка (3rd Sq, 7th Cavalry Regiment (9 M1 MBT, 16 OH-58D)
- Инженерная бригада
  - 10-й инженерный батальон (10th Engineer Battalion)
  - 11-й инженерный батальон (11th Engineer Battalion)
  - 317-й инженерный батальон (317th Engineer Battalion)
- Командование поддержки дивизии (Division Support Command (DISCOM))
  - 92-я химическая рота (92nd Chemical Co)
  - 3-й батальон передовой поддержки (3rd FWD Support Battalion)
  - 26-й батальон передовой поддержки (26th FWD Support Battalion)
  - 203-й батальон передовой поддержки (203rd Forward Support Battalion)
  - 603-й батальон тылового обеспечения авиационной бригады (603rd Aviation Support Battalion)
- 24-я группа поддержки корпуса (24th Corps Support Group)
  - 3-й батальон поддержки солдат (3rd Soldier Support Battalion)
  - 87-й батальон корпусной поддержки (87th Corps Support Battalion)
  - 92-й инженерный батальон (боевой) (92nd Engineer Battalion (Combat))
  - 260-й квартирмейстерский батальон (топливное снабжение) (260th Quartermaster Battalion (PS))
  - 559-й квартирмейстерский батальон (водное снабжение) (559th Quartermaster Battalion (WS))

- Штаб и штабной батальон (Division Headquarters and Headquarters Battalion), Форт-Стюарт, Джорджия
- 1-я бронетанковая бригада «Рейдер» (1st Armored Brigade Combat Team, 3rd Infantry Division «Raider»)

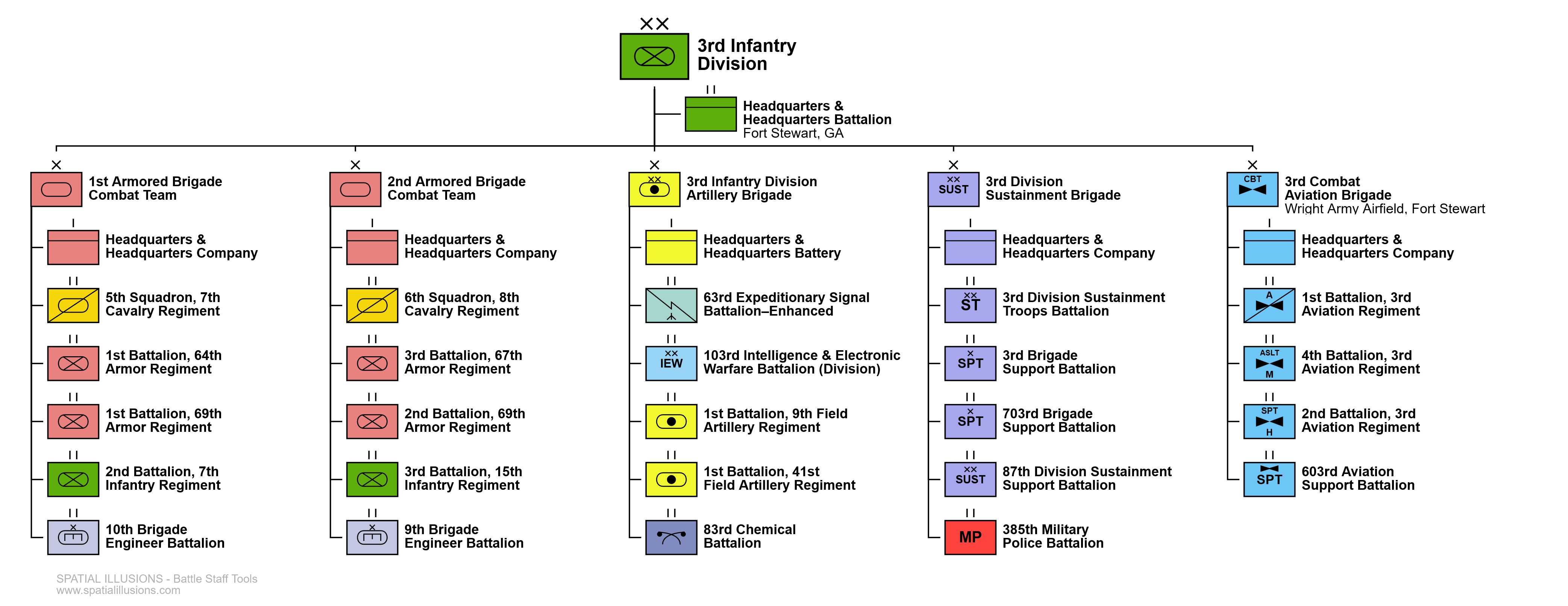
ОШС на 2024.

  - Штаб и штабная рота (Brigade Headquarters and Headquarters Company)
  - 5-й эскадрон 7-го кавалерийского полка (5th Squadron, 7th Cavalry Regiment (RSTA) «Warpaint»)
  - 1-й батальон 64-го бронетанкового полка (1st Battalion, 64th Armor Regiment «Desert Rogue»)
  - 3-й батальон 69-го бронетанкового полка (3rd Battalion, 69th Armor Regiment «Speed & Power»)
  - 2-й батальон 7-го пехотного полка (2nd Battalion, 7th Infantry Regiment «Cottonbalers»)
  - 10-й инженерный батальон (10th Brigade Engineer Battalion «Bridge the Sky»)
  - 3-й батальон поддержки бригады (3rd Brigade Support Battalion «Ready to Roll»)
- 2-я бронетанковая бригада «Спартанцы» (2nd Armored Brigade Combat Team, 3rd Infantry Division «Spartans»)[~ 1]

- Штаб и штабная рота (Brigade Headquarters and Headquarters Company)
- 6-й эскадрон 8-го кавалерийского полка (6th Squadron, 8th Cavalry Regiment «Mustang»)
- 3-й батальон 67-го бронетанкового полка (3rd Battalion, 67th Armor Regiment)
- 2-й батальон 69-го бронетанкового полка (2nd Battalion, 69th Armor Regiment)
- 3-й батальон 15-го пехотного полка (3rd Battalion, 15th Infantry Regiment «China»)
- 9-й инженерный батальон (9th Brigade Engineer Battalion)
- 703-й батальон поддержки бригады (703rd Brigade Support Battalion «Maintain»)

- Артиллерийское командование[~ 2] (3rd Infantry Division Artillery «Marne Thunder») 
  - Штаб и штабная батарея (Headquarters and Headquarters Battery)
  - 1-й дивизион 41-го артиллерийского полка (1st Battalion, 41st Field Artillery Regiment «Glory’s Guns»)
  - 1-й дивизион 9-го артиллерийского полка (1st Battalion, 9th Field Artillery Regiment «Battlekings»)
  - 103-й батальон разведки и РЭБ (103rd Intelligence & Electronic Warfare Battalion)
- Бригада армейской авиации (Combat Aviation Brigade «Falcon»)
  - Штаб и штабная рота (Headquarters and Headquarters Company «Talons»)
  - 3-й эскадрон (ударно-разведывательный) 17-го кавалерийского полка (AH-64D/AH-64DW) (3rd Squadron, 17th Cavalry Regiment «Lighthorse»)
  - 4-й батальон (штурмовой) 3-го авиационного полка (UH-60L) (4th Battalion (Assault), 3rd Aviation Regiment «Brawler»)
  - 2-й батальон (общей поддержки) 3-го авиационного полка (UH-60A/UH-60L/CH-47) (2nd Battalion (General Support), 3rd Aviation Regiment «Knighthawk»)
  - 603-й батальон тылового обеспечения (603rd Aviation Support Battalion «Work Horse»)
- 3-я бригада поддержки (3rd Sustainment Brigade)
  - Штаб и штабная рота (Headquarters and Headquarters Company)
  - 3-й батальон специальных войск (3rd Special Troops Battalion)
  - 24-й финансовый батальон (24th Finance Battalion)
  - 87-й батальон поддержки боевого обеспечения (87th Combat Sustainment Support Battalion)